# Бенгела (держава)
Бенгела   — африканська держава народу овімбунду, утворена XI ст. З 1615 року перебувала в залежності від Португалії. 1795 року остаточно приєднано до португальської корони.

## Історія
Про час та обставини утворення держави нічого невідомо. Перша згадка у португальців про неї відноситься до 1610 року. За деякими відомостями тоді панував вождь Мбегела (або це був його титул), від чого португальці назвали усю область Бенгела.
1615 року визнало зверхність Португалії. В подальшому володарі Бенгели діяли спільно з португальцями, сприяючи прокладенню караванних шляхів. 1617 року було створено капітаню Бенгела. Водночас засновано місто Бенгела, що згодом стало важливим торгівельним центром.
Протягом XVII—XVIII ст. відбувається християнізація населення. Нічого невідомо про спроби Бенгели здобути самостійність. Тому вона залишалася найспокійнішою васальною державою Португалії в Західній Африці.
1795 року остаточно ліквідовано та приєднано до Португальської Анголи.

## Устрій
Влада володаря була доволі обмежена. Значну вагу мали місцеві вожді, що приносили данину. Чим далі вглиб континенту, тим більше влада володарів Бенгели була все більш номінальною.

## Економіка
Основу становили землеробство, тваринництво і торгівля. Швидко тут стали хазяйнувати португальські торгівці, що переважно вивозили слонову кістку та рабів. Звідси було встановлено контакти з державою Лунда.